# Alexandre-Ferdinand Godefroy
Alexandre-Ferdinand Godefroy (ur. 1852 r., zm. 1933 r.) – francuski fryzjer, twórca pierwszej suszarki włosów, która była urządzeniem stacjonarnym opalanym gazem. Suszarkę Godefroya opatentowano w USA w 1888 r.